# Pablo Atchugarry
Pablo Atchugarry (Montevideo, 23 agosto 1954) è uno scultore uruguaiano, conosciuto per le sue opere astratte.
I suoi lavori sono inclusi in collezioni sia pubbliche che private.
Atchugarry risiede a Lecco in Italia e a Manantiales in Uruguay. Segue attivamente la Fundación Pablo Atchugarry e il parco internazionale di sculture monumentali.

## Biografia
Nel 1979 presso Carrara crea la sua prima scultura intitolata La Lumière non dopo aver sperimentato diversi materiali.
Nel 1982 si trasferisce a Lecco e qui inizia a lavorare al suo primo progetto monumentale, in marmo di Carrara.
Negli anni novanta, nel comune di Lamezia Terme in Calabria, all'ingresso dello stadio comunale Guido d'Ippolito, è posizionata una scultura marmorea scanalata dell'artista uruguayano raffigurante un calciatore con pallone. Nel 2002 per la sua carriera artistica gli è assegnato a Carrara il premio “Michelangelo”.
Nel 2003 è alla cinquantesima Esposizione Internazionale d’Arte – la Biennale di Venezia con Sognando la Pace.
Nel 2013 è edito dalla Mondadori Electa il Catalogo Generale della scultura a cura dal professor Carlo Pirovano, all'interno del quale sono presenti tutte le sculture dell'artista del periodo 1971-2013.
Nel 2014 è la volta della scultura Movimento nel Mondo, sempre in marmo di Carrara, alta 8,35 metri; l'opera è installata a Kallo-Beveren in Belgio.
Nel 2016 all'ingresso del comune di Bagno a Ripoli nei pressi di Firenze è installata la statua monumentale Incontro, in acciaio inossidabile, alta 8,70 metri e larga 2,40.